# Tirreno-Adriatico 1980
La Tirreno-Adriatico 1980, quindicesima edizione della corsa, si svolse dall'8 al 13 marzo 1980 su un percorso di 814,3 km su 5 tappe più un prologo.
La gara ebbe avvio nella frazione di Cerenova del comune di Cerveteri, in provincia di Roma, e si concluse a San Benedetto del Tronto, in provincia di Ascoli Piceno.
La vittoria fu appannaggio dell'italiano Francesco Moser, che precedette il belga Alfons De Wolf con il tempo di 21 ore, 17 minuti e 28 secondi.

## Tappe
| Tappa  | Data     | Percorso                                     | km    | Vincitore di tappa | Leader cl. generale |
| ------ | -------- | -------------------------------------------- | ----- | ------------------ | ------------------- |
| Pr.    | 8 marzo  | Cerenova (cron. individuale)                 | 7,2   | Francesco Moser    | Francesco Moser     |
| 1ª     | 9 marzo  | Cerenova > Montecassino                      | 205   | Roger De Vlaeminck | Francesco Moser     |
| 2ª     | 10 marzo | Montecassino > Subiaco                       | 168   | Roger De Vlaeminck | Francesco Moser     |
| 3ª     | 11 marzo | L'Aquila > Montegiorgio                      | 192,7 | Giuseppe Saronni   | Francesco Moser     |
| 4ª     | 12 marzo | Grottazzolina > Nereto                       | 223,4 | Claude Criquielion | Francesco Moser     |
| 5ª     | 13 marzo | San Benedetto del Tronto (cron. individuale) | 18    | Gregor Braun       | Francesco Moser     |
| Totale | Totale   | Totale                                       | 814,3 |                    |                     |

## Dettagli delle tappe

### Prologo
- 8 marzo: Cerenova - (cron. individuale) – 7,2 km

Risultati
| Pos. | Corridore       | Squadra           | Tempo |
| ---- | --------------- | ----------------- | ----- |
| 1    | Francesco Moser | Sanson-Campagnolo | ?     |
| 2    | Gregor Braun    | Sanson-Campagnolo |       |
| 3    | Roy Schuiten    | Inoxpran          |       |

| Pos. | Corridore       | Squadra              | Tempo |
| ---- | --------------- | -------------------- | ----- |
| 1    | Francesco Moser | Famcucine-Campagnolo |       |

### 1ª tappa
- 9 marzo: Cerenova > Montecassino – 205 km

Risultati
| Pos. | Corridore          | Squadra              | Tempo |
| ---- | ------------------ | -------------------- | ----- |
| 1    | Roger De Vlaeminck | Boule d'Or           | ?     |
| 2    | Alf Segersäll      | Bianchi-Piaggio      |       |
| 3    | Francesco Moser    | Famcucine-Campagnolo |       |

| Pos. | Corridore       | Squadra              | Tempo |
| ---- | --------------- | -------------------- | ----- |
| 1    | Francesco Moser | Famcucine-Campagnolo |       |

### 2ª tappa
- 10 marzo: Montecassino > Subiaco – 168 km

Risultati
| Pos. | Corridore          | Squadra           | Tempo |
| ---- | ------------------ | ----------------- | ----- |
| 1    | Roger De Vlaeminck | Boule d'Or        | ?     |
| 2    | Francesco Moser    | Sanson-Campagnolo |       |
| 3    | Pierino Gavazzi    | Magniflex-Olmo    |       |

| Pos. | Corridore       | Squadra           | Tempo |
| ---- | --------------- | ----------------- | ----- |
| 1    | Francesco Moser | Sanson-Campagnolo |       |

### 3ª tappa
- 11 marzo: L'Aquila > Montegiorgio – 192,7 km

Risultati
| Pos. | Corridore        | Squadra           | Tempo |
| ---- | ---------------- | ----------------- | ----- |
| 1    | Giuseppe Saronni | Gis Gelati        | ?     |
| 2    | Francesco Moser  | Sanson-Campagnolo |       |
| 3    | Pierino Gavazzi  | Magniflex-Olmo    |       |

| Pos. | Corridore       | Squadra           | Tempo |
| ---- | --------------- | ----------------- | ----- |
| 1    | Francesco Moser | Sanson-Campagnolo |       |

### 4ª tappa
- 12 marzo: Grottazzolina > Nereto – 223,4 km

Risultati
| Pos. | Corridore          | Squadra             | Tempo |
| ---- | ------------------ | ------------------- | ----- |
| 1    | Claude Criquielion | Splendor-Admiral    | ?     |
| 2    | Pierino Gavazzi    | Magniflex-Olmo      |       |
| 3    | Claudio Bortolotto | San Giacomo-Benotto |       |

| Pos. | Corridore       | Squadra           | Tempo |
| ---- | --------------- | ----------------- | ----- |
| 1    | Francesco Moser | Sanson-Campagnolo |       |

### 5ª tappa
- 18 marzo: San Benedetto del Tronto - (Cron. individuale) - 18 km

Risultati
| Pos. | Corridore       | Squadra           | Tempo |
| ---- | --------------- | ----------------- | ----- |
| 1    | Gregor Braun    | Sanson-Campagnolo | ?     |
| 2    | Francesco Moser | Sanson-Campagnolo |       |
| 3    | Roy Schuiten    | Inoxpran          |       |

| Pos. | Corridore       | Squadra            | Tempo     |
| ---- | --------------- | ------------------ | --------- |
| 1    | Francesco Moser | Sanson-Campagnolo  | 21h17'28" |
| 2    | Alfons De Wolf  | Boule d'Or         | a 59"     |
| 3    | Dante Morandi   | Hoonved-Bottecchia | a 1'05"   |

## Classifiche finali

### Classifica generale - Maglia azzurra
| Pos. | Corridore                | Squadra             | Tempo     |
| ---- | ------------------------ | ------------------- | --------- |
| 1    | Francesco Moser          | Sanson-Campagnolo   | 21h17'28" |
| 2    | Alfons De Wolf           | Boule d'Or          | a 59"     |
| 3    | Dante Morandi            | Hoonved-Bottecchia  | a 1'05"   |
| 4    | Alf Segersäll            | Bianchi-Piaggio     | a 1'13"   |
| 5    | Gianbattista Baronchelli | Bianchi-Piaggio     | a 1'16"   |
| 6    | Giuseppe Saronni         | Gis Gelati          | a 1'19"   |
| 7    | Bernt Johansson          | Magniflex-Olmo      | a 1'36"   |
| 8    | Michel Pollentier        | Splendor-Admiral    | a 1'46"   |
| 9    | Valerio Lualdi           | Gis Gelati          | a 2'23"   |
| 10   | Claudio Bortolotto       | San Giacomo-Benotto | a 2'26"   |